# Sent Privat del Fau
Sent Privat del Fau (en francès Saint-Privat-du-Fau) és un municipi francès situat al departament del Losera i a la regió d'Occitània.